# Zabythocypris redunca
Zabythocypris redunca is een mosselkreeftjessoort uit de familie van de Bythocyprididae. De wetenschappelijke naam van de soort is voor het eerst geldig gepubliceerd in 1979 door Athersuch & Gooday.